# Gare d'Apeldoorn
La gare d'Apeldoorn est la plus grande gare de la ville néerlandaise d'Apeldoorn. La gare est utilisée quotidiennement par 12 827 personnes (2023). Elle est le nœud central du réseau urbain de transports publics de voyageurs. La gare est desservie par des trains nationaux régionaux et grandes lignes ainsi que par l'InterCity transfrontalier d'Amsterdam à Berlin.

## Histoire
La gare est mise en service le 15 mai 1876, lors de l'ouverture du tronçon de la ligne Amsterdam-Zutphen (nl), entre Amersfoort et Zutphen
La gare est entièrement reconstruite entre 2004 et 2008, à l'exception du bâtiment de la gare qui ne subit qu'une rénovation de base. Depuis, il est possible de passer sous la gare par un tunnel, mais cela ne concerne que les piétons et les vélos. Jusqu'en 2006, la gare est la seule d'Apeldoorn, ce qui est plutôt inhabituel pour une ville d'à peine 140 000 habitants. Il est décidé d'ouvrir les gares d'Osseveld sur la ligne vers Deventer et de De Maten sur la ligne vers Zutphen.

## Lignes de transport
Les lignes suivantes circulent dans l'horaire annuel 2023 :
| Type de train                                    | Tracé de la ligne | Fréquence                                             |
| ------------------------------------------------ | --- | ----------------------------------------------------- |
| Intercity (NS International/DB Fernverkehr (de)) | Gare centrale d'Amsterdam – Gare centrale d'Amersfoort – Apeldoorn – Deventer – Hengelo – Bad Bentheim – Rheine – Gare centrale d'Osnabrück – Gare centrale de Hanovre – Gare centrale de Berlin – Berlin-Est | toutes les deux heures                                |
| Intercity                                        | Gare centrale d'Amsterdam – Hilversum – Gare centrale d'Amersfoort (– Apeldoorn – Deventer) | toutes les demi-heures (trajets isolés vers Deventer) |
| Intercity                                        | Aéroport d'Amsterdam-Schiphol – Amsterdam-Sud – Gare centrale d'Amersfoort – Apeldoorn – Deventer – Hengelo – Enschede (de)                                                                                   | toutes les heures                                     |
| Intercity                                        | Gare centrale de La Haye – Gouda – Gare centrale d'Utrecht – Gare centrale d'Amersfoort – Apeldoorn – Deventer – Hengelo – Enschede (de)                                                                      | toutes les heures                                     |
| Sprinter (de)                                    | Apeldoorn – Deventer - Almelo (de) (– Hengelo – Enschede (de) | toutes les demi-heures                                |
| Stoptrein (Arriva)                               | Apeldoorn – Zutphen (de) - Winterswijk (de) | toutes les demi-heures                                |
| Stoptrein (Arriva)                               | Zutphen (de) - Apeldoorn | toutes les demi-heures                                |